# アリ・モフセン
アリ・モフセン（Ali Mohsen、アラビア語: علي محسن المريسي、1940年9月16日 - 1993年11月26日）はイエメンの元サッカー選手、元サッカー指導者。元イエメン代表。ポジションはFW。
イエメンサッカーの伝説と呼ばれる選手で、エジプトのクラブチームアル・ザマレクに所属し、エジプト・プレミアリーグでは外国人選手として初めて得点王を獲得した。また、アル・ザマレク、アル・アハリ、アル・マレクからの選抜チームでレアル・マドリードと試合した際には7-1で敗れたものの、唯一の点数を決めたのが彼であった。
選手引退後はサッカーソマリア代表やイエメン国内のクラブチームで監督を務めた。